# 今川和彦
今川 和彦（いまかわ　かずひこ）は、日本の生物学者。カンザス州立大学医学部病理学准教授、東京大学大学院農学生命科学研究科教授を経て、東海大学総合農学研究所所長。
宮城県大崎市出身。古川高等学校卒業、1975年茨城大学農学部畜産学科卒業、1984年ネブラスカ州立大学大学院博士課程修了、プロクター・アンド・ギャンブル主任研究員、1986年ミーズリ大学大学院農学研究科特任研究員、1989年カンザス州立大学医学部産婦人科助教、1995年カンザス州立大学医学部病理学准教授、1997年東京大学大学院農学生命科学研究科助教授、日本内分泌学会評議員、2007年東京大学大学院農学生命科学研究科准教授、2009年日本獣医学会評議員、2011年日本畜産学会監事、2013年関東畜産学会会長、2015年東京大学大学院農学生命科学研究科獣医学専攻教授、2016年熊本農業大学校くまもと農業経営塾塾長 、2018年東海大学総合農学研究所教授、2020年東海大学総合農学研究所所長。

## 著書
- 獣医遺伝育種学

## 委員歴
- Society for the Study of Reproduction  Program/International relations
- 日本獣医学会  評議員
- 日本生殖内分泌学会  評議員
- 日本内分泌学会  評議員
- 関東畜産学会  学会長